# Bona de Pisa
Bona de Pisa (c. 1156–1207) va ser una religiosa membre de la Tercera Orde de les monges agustines que acompanyava en els viatges dels pelegrins. El 1962, va ser canonitzada com a santa a l'Església Catòlica pel papa Joan XXIII. És considerada la patrona dels viatgers, i concretament dels missatgers, guies, pelegrins, assistents de vol i de la ciutat de Pisa.

## Biografia
Natural de Pisa, va néixer a la parròquia de San Martino a Guazzolongo. La seva mare, Berta, era corsa; el seu pare, de nom Bernardo, era un comerciant pisà. Quan tenia tres anys, el seu pare va marxar i no va tornar mai, deixant la seva família en una situació difícil.
A deu anys, es va comprometre com a terciària agustina. Quatre anys més tard, va fer el primer dels seus molts viatges, anant a veure el seu pare que era croat prop de Jerusalem. En el seu viatge a casa amb alguns dels seus companys, va ser capturada per pirates musulmans al mar Mediterrani, ferida i posteriorment empresonada.

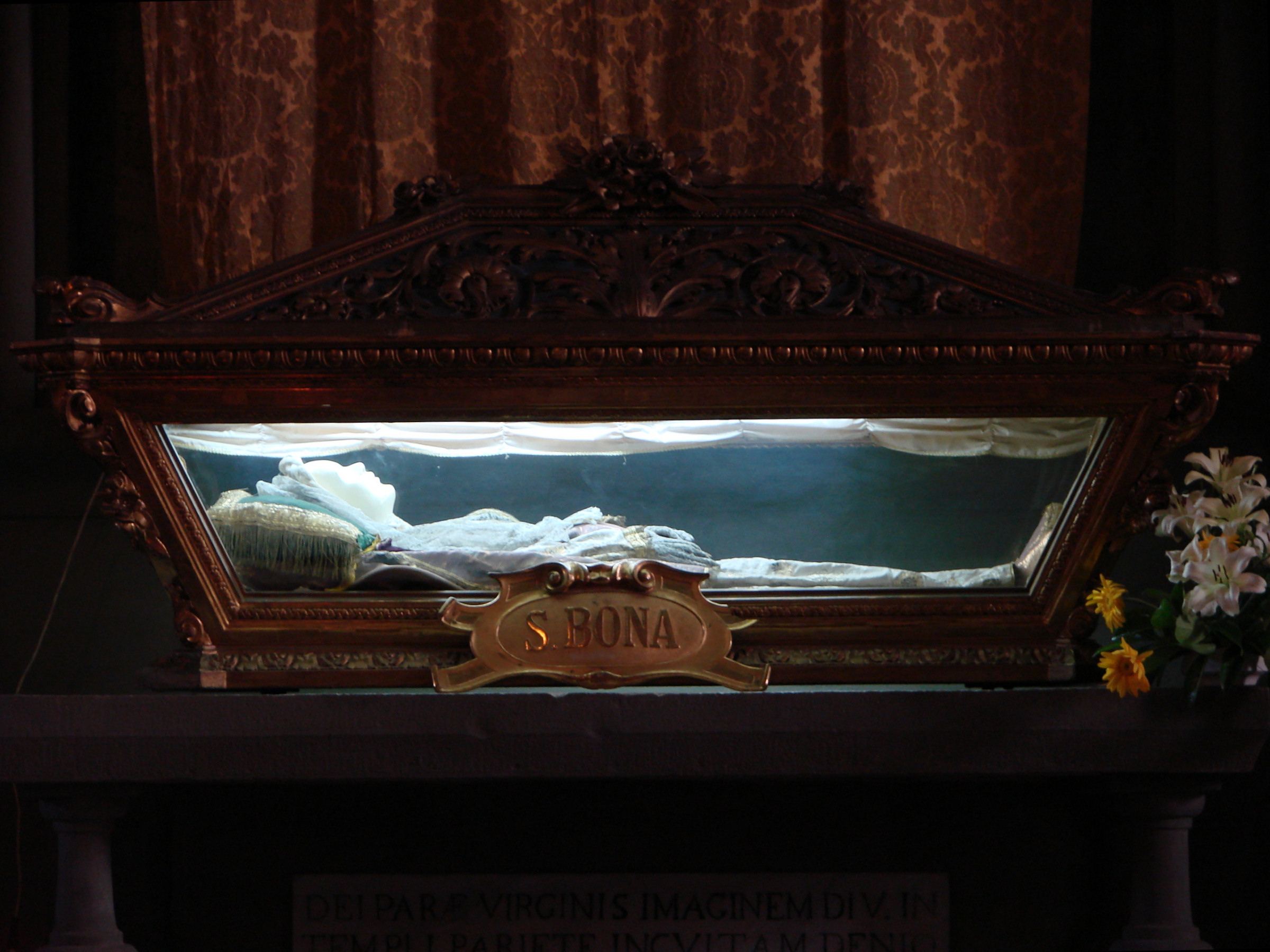
Restes de santa Bona, a l'església de San Martino, Pisa

Més tard va ser rescatada per alguns dels seus compatriotes i va completar el seu viatge a casa. Poc després, emprengué un altre pelegrinatge, aquesta vegada amb un gran nombre de pelegrins en el llarg i perillós viatge a Santiago de Compostel·la, on s'homenatja Jaume el Major. Al llarg del camí, va ajudar amb les dificultats, va encoratjar els que de vegades es desanimaven, va prestar assistència mèdica i va convidar tothom a la pregària i la penitència. Després d'això, va ser nomenada una de les guies oficials d'aquesta ruta de pelegrinatge pels Cavallers de Sant Jaume. Va completar el viatge amb èxit nou vegades. També va fer pelegrinatges a Roma i al santuari del Sant Miquel Arcàngel de Gargano.
Tot i estar malalta en aquell moment, va intentar un desè viatge, però va tornar a casa a Pisa, morint poc després a l'estança que tenia prop de l'⁣església de San Martino, on el seu cos s'ha conservat fins als nostres dies.

## Llegendes
En una ocasió, quan tenia set anys, la figura del crucifix de l'església del Sant Sepulcre li va allargar la mà. Més tard, en una altra església, va veure una visió de Jesús, la Mare de Déu i tres sants, entre ells Jaume el Major. Es va espantar per la llum al voltant d'aquestes figures i va fugir. Jaume la va seguir i la va portar de nou a la imatge de Jesús. Bona va tenir una devoció molt gran a Jaume des d'aquest moment i durant la resta de la seva vida.

## Veneració
Martirologi romà: "A Pisa, santa Bona, verge, que feia freqüents pelegrinatges amb devoció a Terra Santa, a Roma i a Compostel·la".
El seu culte era local, limitat a la diòcesi de Pisa. Es representa com una monja amb creu o bastó de pelegrí. La seva festa se celebra el 29 de maig. El 1962, el papa Joan XXIII la va nomenar patrona dels guies turístics, guies i assistents de vol italians.
També és considerada com a patrona de la ciutat de Pisa.